# Cootehill
Cootehill (irl. Muinchille) – miasto w hrabstwie Cavan w Irlandii. Przed plantacją Ulsteru znana jako Munnilly. Liczba ludności w 2011 roku wynosiła 1592 mieszkańców.